# Vimeo
Vimeo è un sito di rete sociale video di proprietà di IAC, lanciato nel novembre 2004.

## Descrizione
Vimeo è un portale che non consente la pubblicazione di video pornografici o qualsiasi opera che non sia stata creata unicamente dall'utente; in questa maniera il sito si pone come una vetrina internazionale per registi e creativi, permettendo di condividere e pubblicare video su altri siti e commentarli. È stato il primo sito della sua categoria a consentire il caricamento di video in alta definizione.
Per poter caricare i video, gli utenti si devono registrare, e nel marzo 2009 Vimeo aveva oltre 2 milioni di membri registrati con più di 13 000 nuovi video caricati quotidianamente, di cui il 10% in alta definizione.
Il nome Vimeo rappresenta il significato stesso del progetto: è l'anagramma di movie, "filmato" in inglese, ed è la parola video con me al centro, per indicare che i contenuti video sono a cura degli utenti stessi.
Vimeo è usato da molti artisti, fra cui Kanye West, Feeder, Quentin Dupieux, Nine Inch Nails,  Moby, Lykke Li, Röyksopp, Devin the Dude, Britney Spears.